# Giải Video âm nhạc của MTV cho Video của năm
Giải Video âm nhạc của MTV cho Video của năm là giải thưởng cao quý nhất của giải Video âm nhạc của MTV được trao hàng năm. Nó được trao lần đầu tiên vào năm 1984 cho video "You Might Think" của The Cars.
Những nghệ sĩ từng đạt giải thưởng này nhiều hơn một lần là Eminem (với "The Real Slim Shady" và "Without Me"), Rihanna (với "Umbrella" và "We Found Love"), Beyoncé (với "Single Ladies" và "Formation") và Taylor Swift (với "Bad Blood","You Need To Calm Down" và "All Too Well:The Short Film").
Beyoncé cũng là nghệ sĩ nhận được nhiều đề cử nhất ở hạng mục này với 7 đề cử, trong khi Taylor Swift là nghệ sĩ nhận được nhiều giải thưởng nhất trong hạng mục này với 3 lần nhận vào năm 2015,2019 và năm 2022. Rihanna là nghệ sĩ hát đơn trẻ nhất từng thắng giải ở tuổi 19. David Lee Roth (1985), U2 (1988), và Lady Gaga (2010) là những nghệ sĩ hiếm hoi có hai video được đề cử trong cùng một đêm, trong đó Gaga là người duy nhất giành được chiến thắng với "Bad Romance". U2 cũng là nhóm có nhiều đề cử nhiều nhất ở hạng mục này với 4 video từng được đề cử, nhưng chưa từng đoạt giải. Chỉ có hai nghệ sĩ từng giành giải Video của năm và được vinh danh với giải thưởng Giải thưởng thành tựu Video trong cùng một đêm; Peter Gabriel năm 1987 với "Sledgehammer" và Justin Timberlake năm 2013 với "Mirrors".

## Thập niên 2020
- 2022
  - Taylor Swift – All Too Well: The Short Film
    - Doja Cat – "Woman"
    - Drake (hợp tác với Future và Young Thug) – "Way 2 Sexy"
    - Ed Sheeran – "Shivers"
    - Harry Styles – "As It Was"
    - Lil Nas X and Jack Harlow – "Industry Baby"
    - Olivia Rodrigo – "Brutal"
- 2021
  - Lil Nas X – "Montero (Call Me by Your Name)"
    - Cardi B (hợp tác với Megan Thee Stallion) – "WAP"
    - DJ Khaled (hợp tác với Drake) – "Popstar" (starring Justin Bieber)
    - Doja Cat (featuring SZA) – "Kiss Me More"
    - Ed Sheeran – "Bad Habits"
    - The Weeknd – "Save Your Tears"
- 2020
  - The Weeknd - "Blinding lights"
    - Bilie Eilish - "Everything I Wanted"
    - Eminem (hợp tác với Juice Wrld - "Godzilla"
    - Future (hợp tác với Drake) - "Life Is Good"
    - Lady Gaga với Ariana Grande - "Rain On Me"
    - Taylor Swift - "The Man"

## Thập niên 2010
- 2019
  - Taylor Swift – "You Need to Calm Down"
    - 21 Savage (hợp tác với J. Cole) – "a lot"
    - Billie Eilish – "bad guy"
    - Ariana Grande – "thank u, next"
    - Jonas Brothers – "Sucker"
    - Lil Nas X (hợp tác với Billy Ray Cyrus) – "Old Town Road (Remix)"
- 2018
  - Camila Cabello (hợp tác với Young Thug) — "Havana"
    - The Carters (Beyoncé & Jay-Z) – "Apeshit"
    - Drake – "God's Plan"
    - Childish Gambino – "This is America"
    - Ariana Grande – "No Tears Left to Cry"
    - Bruno Mars (hợp tác với Cardi B) – "Finesse (Remix)"
- 2017
  - Kendrick Lamar — "HUMBLE."
    - Alessia Cara – "Scars to Your Beautiful"
    - DJ Khaled (hợp tác với Rihanna và Bryson Tiller) – "Wild Thoughts"
    - Bruno Mars – "24K Magic"
    - The Weeknd – "Reminder"
- 2016
  - Beyoncé — "Formation"
    - Adele — "Hello"
    - Drake — "Hotline Bling"
    - Justin Bieber — "Sorry"
    - Kanye West — "Famous"
- 2015
  - Taylor Swift (hợp tác với Kendrick Lamar) - "Bad Blood"
    - Beyoncé — "7/11"
    - Kendrick Lamar — "Alright"
    - Mark Ronson (hợp tác với Bruno Mars) — "Uptown Funk"
    - Ed Sheeran — "Thinking Out Loud"
- 2014
  - Miley Cyrus - "Wrecking Ball"
    - Iggy Azalea (hợp tác với Charli XCX) — "Fancy"
    - Beyoncé (hợp tác với Jay-Z) — "Drunk in Love"
    - Sia — "Chandelier"
    - Pharrell Williams — "Happy"
- 2013
  - Justin Timberlake - "Mirrors"
    - Macklemore & Ryan Lewis (hợp tác với Wanz) — "Thrift Shop"
    - Bruno Mars — "Locked Out of Heaven"
    - Taylor Swift — "I Knew You Were Trouble"
    - Robin Thicke (hợp tác với T.I. và Pharrell) — "Blurred Lines"
- 2012
  - Rihanna (hợp tác với Calvin Harris) - "We Found Love"
    - Drake (hợp tác với Rihanna) — "Take Care"
    - Gotye (hợp tác với Kimbra) — "Somebody That I Used to Know"
    - M.I.A. — "Bad Girls"
    - Katy Perry — "Wide Awake"
- 2011
  - Katy Perry - "Firework"
    - Adele - "Rolling in the Deep"
    - Tyler, The Creator - "Yonkers"
    - Bruno Mars - "Grenade"
    - Beastie Boys - "Make Some Noise"
- 2010
  - Lady Gaga — "Bad Romance"
    - 30 Seconds to Mars — "Kings and Queens"
    - B.o.B (hợp tác với Hayley Williams) — "Airplanes"
    - Eminem — "Not Afraid"
    - Florence + the Machine — "Dog Days Are Over"
    - Lady Gaga (hợp tác với Beyoncé) — "Telephone"

## Thập niên 2000
- 2009
  - Beyoncé — "Single Ladies (Put a Ring on It)"
    - Eminem — "We Made You"
    - Lady Gaga — "Poker Face"
    - Britney Spears — "Womanizer"
    - Kanye West — "Love Lockdown"
- 2008
  - Britney Spears — "Piece of Me"
    - Chris Brown — "Forever"
    - Jonas Brothers — "Burnin' Up"
    - Pussycat Dolls — "When I Grow Up"
    - The Ting Tings — "Shut Up and Let Me Go"
- 2007
  - Rihanna (hợp tác với Jay-Z) — "Umbrella"
    - Amy Winehouse — "Rehab"
    - Justin Timberlake — "What Goes Around... Comes Around"
    - Beyoncé — "Irreplaceable"
    - Kanye West — "Stronger"
- 2006
  - Panic! At The Disco — "I Write Sins Not Tragedies"
    - Madonna — "Hung Up"
    - Christina Aguilera — "Ain't No Other Man"
    - Shakira — "Hips Don't Lie"
    - Red Hot Chili Peppers — "Dani California"
- 2005
  - Green Day — "Boulevard Of Broken Dreams"
    - Coldplay — "The Speed of Sound"
    - Snoop Dogg và Pharell — "Drop It Like It's Hot"
    - Kanye West — "Jesus Walks"
    - Gwen Stefani — "Hollaback Girl"
- 2004
  - OutKast — "Hey Ya!"
    - Britney Spears — "Toxic"
    - Usher — "Yeah!"
    - D12 — "My Band"
    - Jay-Z — "99 Problems"
- 2003
  - Missy Elliott — "Work It"
    - Justin Timberlake — "Cry Me A River"
    - Eminem — "Lose Yourself"
    - 50 Cent — "In Da Club"
    - Johnny Cash — "Hurt"
- 2002
  - Eminem — "Without Me"
    - Linkin Park — "In the End"
    - 'N Sync — "Gone"
    - Nas — "One Mic"
    - P.O.D. — "Alive"
    - The White Stripes — "Fell in Love with a Girl"
- 2001
  - Christina Aguilera, Lil' Kim, Mýa & P!nk (với Missy Elliott) — "Lady Marmalade"
    - Missy Elliott — "Get Ur Freak On"
    - Eminem (với Dido) — "Stan"
    - Fatboy Slim — "Weapon of Choice"
    - Janet Jackson — "All for You"
    - U2 — "Beautiful Day"
- 2000
  - Eminem — "The Real Slim Shady"
    - Blink-182 — "All the Small Things"
    - D'Angelo — "Untitled (How Does It Feel)"
    - N'SYNC — "Bye Bye Bye"
    - Red Hot Chili Peppers — "Californication"

## Thập niên 1990
- 1999
  - Lauryn Hill — "Doo Wop (That Thing)"
    - Backstreet Boys — "I Want It That Way"
    - Korn — "Freak on a Leash"
    - Ricky Martin — "Livin' La Vida Loca"
    - Will Smith (và Dru Hill với Kool Moe Dee) — "Wild Wild West"
- 1998
  - Madonna — "Ray of Light"
    - Puff Daddy và gia đình — "It's All About The Benjamins"
    - With Smith — "Gettin' Jiggy Wit It"
    - The Verve — "Bitter Sweet Symphony"
    - Brandy và Monica — "The Boy Is Mine"
- 1997
  - Jamiroquai — "Virtual Insanity"
    - Beck — "The New Pollution"
    - Jewel — "You Were Meant For Me"
    - Nine Inch Nails — "The Perfect Drug"
    - No Doubt — "Don't Speak"
- 1996
  - Smashing Pumpkins — "Tonight, Tonight"
    - Bone Thugs-N-Harmony — "Tha Crossroads"
    - Foo Fighters — "Big Me"
    - Alanis Morissette — "Ironic"
- 1995
  - TLC — "Waterfalls"
    - Michael Jackson và Janet Jackson — "Scream"
    - Green Day — "Basket Case"
    - Weezer — "Buddy Holly"
- 1994
  - Aerosmith — "Cryin'"
    - Beastie Boys — "Sabotage"
    - Nirvana — "Heart-Shaped Box"
    - R.E.M — "Everybody Hurts"
- 1993
  - Pearl Jam — "Jeremy"
    - Aerosmith — "Livin' On The Edge"
    - En Vogue — "Free Your Mind"
    - R.E.M — "Man On The Moon"
    - Peter Gabriel — "Diggin' In The Dirt"
- 1992
  - Van Halen — "Right Now"
    - Def Leppard — "Let's Get Rocked"
    - Nirvana — "Smells Like Teen Spirit"
    - Red Hot Chili Peppers — "Under The Bridge""
- 1991
  - R.E.M — "Losing My Religion"
    - C+C Music Factory — "Gonna Make You Sweat (Everybody Dance Now)"
    - Deee-Lite — "Groove Is In The Heart"
    - Divinyls — "I Touch Myself"
    - Chris Isaak — "Wicked Game"
- 1990
  - Sinéad O'Connor — "Nothing Compares 2 U"
    - Madonna — "Vogue"
    - Aerosmith — "Jane's Got A Gun"
    - Don Henley — "The End Of The Innocence"

## Thập niên 1980
- 1989
  - Neil Young — "This's Note For You"
    - Madonna — "Like a Prayer"
    - Michael Jackson — "Leave Me Alone"
    - Steve Winwood — "Roll With It"
    - Fine Young Cannibals — "She Drives Me Crazy"
- 1988
  - INXS — "Need You Tonight / Mediate"
    - George Harrison — "When We Was Fab"
    - Bruce Springsteen — "Tunnel Of Love"
    - U2 — "I Still Haven't Found What I'm Looking For"
    - U2 — "Where The Streets Have No Name"
- 1987
  - Peter Gabriel — "Sledgehammer"
    - Genesis — "Land Of Confusion"
    - Paul Simon — "Boy In The Bubble"
    - U2 — "With Or Without You"
    - Steve Winwood — "Higher Love"
- 1986
  - Dire Straits — "Money For Nothing"
    - A-ha — "Take On Me"
    - Godley & Creme — "Cry"
    - Robert Palmer — "Addicted To Love"
    - Talking Heads — "Road To Nowhere"
- 1985
  - Don Henley — "The Boys of Summer"
    - Tom Petty và The Heartbreakers — "Don't Come Around Here No More"
    - David Lee Roth — "California Girls"
    - David Lee Roth — "Just a Gigolo/I Ain't Got Nobody"
    - USA for Africa — "We Are the World"
- 1984
  - The Cars — "You Might Think"
    - Herbie Hancock — "Rockit"
    - Michael Jackson — "Thriller"
    - Cyndi Lauper — "Girls Just Want to Have Fun"
    - The Police — "Every Breath You Take"